# Изотовское движение
Изо́товское движе́ние — одна из форм социалистического соревнования в СССР, примечательна тем, что достижение наивысшей производительности труда достигается не только путём овладения передовыми методами производства, но и путём передачи опыта отстающим рабочим.

## История возникновения
В 1932 году забойщик шахты № 1 «Кочегарка» (Горловка) Никита Алексеевич Изотов добился небывалой выработки, выполнив план угледобычи в январе на 562 %, в мае — на 558 %, а в июне — на 2000 % (607 тонн за 6 часов). Простой по своей сути метод Изотова основан на тщательном изучении угольного пласта, умении быстро производить крепление горных выработок, чёткой организации труда, содержании в порядке инструмента.
Не останавливаясь на личных рекордах, Никита Изотов 11 мая 1932 года выступил в газете «Правда» со статьёй о своём опыте. Эта статья и положила начало «Изотовскому движению». В конце декабря 1932 года для обучения передовому опыту на шахте «Кочегарка» была организована первая изотовская школа. Непосредственно на рабочем месте Изотов проводил инструктажи, показывал шахтёрам приёмы высокопроизводительного труда.

## Значение движения
Изотовское движение получило широкое распространение по всей стране. Оно способствовало росту технического уровня рабочих ведущих профессий в горнорудной и металлургической отраслях промышленности. Сыграло огромную роль в воспитании молодых рабочих и повышении их квалификации. Это движение стало предвестником Стахановского движения.